# Hémisynthèse
En chimie, une hémisynthèse est la synthèse chimique d’une molécule réalisée à partir de composés naturels déjà chimiquement proches de la molécule visée.
La synthèse totale d'une molécule est parfois très longue et compliquée (comme celle de la vitamine B12, qui demanda plusieurs années de recherche pour aboutir en 1972 à un procédé d'une centaine d'étapes). L'extraction n'est pas toujours possible (soit que la molécule visée ne soit pas facilement séparable de sa matrice et des autres composés présent, soit qu'elle n'existe pas dans la nature). Par conséquent, la production d'un composé d'intérêt par réaction à partir d'une molécule similaire, mais plus facile à obtenir, permet de limiter le coût total (aussi bien en temps qu'en efforts) de la synthèse. 
Ce procédé a été notamment utilisé pour modifier l’insuline de porc : elle a été humanisée, c’est-à-dire que le seul acide aminé qui distingue le porc de l’homme est remplacé par hémisynthèse. Ce procédé d'hémisynthèse est à distinguer de la manipulation par génie génétique qui conduit des organismes génétiquement modifiés à produire de l'insuline humaine.
L'hémisynthèse est particulièrement utilisée dans le domaine pharmaceutique, où les molécules visées sont souvent complexes. L'héroïne est par exemple obtenue par hémisynthèse à partir de la morphine extraite du pavot, ou l'aspirine (acide acétylsalicylique) à partir de l'acide salicylique (celui-ci étant extrait par exemple de l'écorce de saule). 